# Hemicyclopora labiosa
Hemicyclopora labiosa är en mossdjursart som först beskrevs av Jullien 1903.  Hemicyclopora labiosa ingår i släktet Hemicyclopora och familjen Romancheinidae. Inga underarter finns listade i Catalogue of Life.